# Zakia Zaki
Zakia Zaki (c. 1972 - 4 de junio de 2007) fue una periodista afgana de la emisora de radio Afghan Radio Peace (Sada-i-Sulh) al norte de Kabul, Afganistán. Fue la primera periodista afgana en hablar en contra de los talibanes después de que las fuerzas estadounidenses iniciaran la guerra en Afganistán (2001-presente),mientras que también defendió otras causas como la igualdad de género y los derechos de las mujeres en Afganistán.
Su asesinato fue visto como parte de una serie de ataques recientes contra mujeres afganas de alto perfil.

## Biografía
Zaki era conocida por ser independiente y activista en su comunidad. Fundó la emisora Afghan Peace Radio y también fue directora de una escuela local. Ella y su esposo, Abdul Ahad Ranjabr, tuvieron seis hijos, cuatro hijos y dos hijas, y dos de sus hijos estaban presentes en el momento de su asesinato. La familia residía a unas 40 millas al norte de Kabul en Parwan.

## Trayectoria profesional
Zaki fue fundadora y periodista activa de Afghan Peace Radio (Sada-i-Sulh) en Jabal Saraj, distrito de Jabal Saraj, Parwan, Afganistán. La emisora fue financiada por los EE. UU. y con frecuencia habló sobre temas controvertidos como los derechos de la mujer y la insurgencia talibán. Estados Unidos financió en secreto seis horas de transmisión de la emisora todos los días. Francia pagó el primer año de producción y 15 días de formación radiofónica para Zaki. En octubre de 2001 Afghan Radio Peace se inició después de la caída inicial de los talibanes. Los caudillos locales y los conservadores querían cerrar la emisora de radio, y Zaki recibió amenazas de muerte en los días previos a su asesinato.
Además de ser periodista, Zaki también fue maestra de escuela y se presentó al parlamento en 2005.

### Contexto
Zakia Zaki fue una de las pocas mujeres periodistas que habló durante el gobierno de los talibanes. Shakaiba Sanga Amaj (a veces deletreado Shakiba) fue otra periodista residente en Kabul. Amaj tenía 22 años y era una feroz competidora de Zaki. El asesinato de Amaj tuvo lugar solo seis días antes que el de Zaki el 1 de junio. La vida de las mujeres en Afganistán mejoró ligeramente después de la caída de los talibanes en 2001, pero muchas aún rechazaban la idea de que las mujeres estuvieran en el ojo público. Muchos funcionarios creían que las mujeres periodistas estaban siendo atacadas para que los grupos guerrilleros de la zona pudieran llamar la atención de los medios y transmitir sus amenazas al público. Uno de los grupos predominantes en el caso Zaki es el Hezb-e Islami, que es el grupo guerrillero encabezado por el veterano señor de la guerra Gulbuddin Hekmatyar. La película "If I Stand Up", coproducida por la Unesco, incluyó un retrato de Zaki en el documental. Muchos medios de comunicación y emisoras de radio independientes y privadas surgieron después de la caída de los talibanes y, a pesar de la reacción violenta hacia las mujeres periodistas el crecimiento de estos negocios continuó. Aunque la emisora Afghan Peace Radio nunca volvió a ser la misma después del asesinato de Zaki se crearon algunas más dirigidas por mujeres para ocupar su lugar. La organización canadiense, IMPACs, fue responsable de buscar y establecer estas emisoras en las zonas rurales de Afganistán.

### Muerte
En abril de 2007 Zaki fue asesinada en su casa en las afueras de Kabul. Antes de su asesinato, Zakia Zaki había recibido amenazas para que cerrara su emisora de radio. El 4 de junio de 2007, alrededor de la medianoche, tres hombres armados con pistolas y rifles entraron a la casa de la familia de Zaki y le dispararon siete veces en la cabeza y el pecho mientras dormía y luego huyeron. Dos de sus seis hijos estaban en la habitación pero salieron ilesos. El hijo de 8 meses de Zaki estaba en la cama con ella, pero fue su hijo de 7 u 8 años quien llamó a su marido y le informó de la muerte de Zaki. Dos parientes fueron acusados por el padre de Zaki. Los dos hombres fueron detenidos pero nunca acusados del crimen. Otros dos hombres que se creía que formaban parte del grupo Hezbi Islami (al que también se hace referencia como Hezb-e Islami) fueron detenidos pero no acusados. Los tres hombres armados involucrados en el asesinato de Zaki nunca fueron identificados. Su asesinato fue considerado un " ataque terrorista " por el primer ministro de Afganistán. Abdul Manan Farahi,director de Operaciones Antiterroristas en Afganistán, dijo que se cree que los sospechosos arrestados en el caso Zaki están vinculados a Hezb-e Islami.

### Reacciones
Kōichirō Matsuura, director general de la UNESCO, dijo: "Estos crímenes son aún más impactantes porque no solo socavan el derecho humano básico de la libertad de expresión, sino también el derecho de las mujeres a ejercer una profesión que es vital para la reconstrucción de Afganistán." 
Su asesinato fue también condenado por la primera dama de los Estados Unidos, Laura Bush .
Un comunicado de Reporteros Sin Fronteras dijo: "Ya sea que este acto salvaje esté relacionado con su trabajo como periodista o con sus responsabilidades cívicas, es vital que los responsables de este asesinato sean rápidamente identificados y castigados".